# Edmond du Motier de La Fayette
Edmond-François du Motier, marquis de La Fayette (11 juillet 1818,, château de la Grange-Bléneau - 11 décembre 1890, Paris), est un avocat et homme politique français, député sous la Deuxième République, sénateur sous la Troisième République.

## Biographie
Fils de Georges Washington de La Fayette et petit-fils du général de La Fayette, il étudia le droit et se fit recevoir avocat. Étranger à la politique jusqu'en 1848, il brigua avec succès, aux élections de l'Assemblée constituante, le mandat de représentant de la Haute-Loire, et fut élu, le 23 avril. Edmond de La Fayette vota le plus souvent avec la droite de l'Assemblée, et ne se rapprocha, en quelques circonstances, du parti démocratique, qu'après l'élection de Louis-Napoléon Bonaparte à la présidence de la République. 
Combattu, lors des élections à la Législative, par le parti avancé, il se représenta sans succès dans la Haute-Loire, et rentra dans la vie privée, pour n'en sortir qu'après la chute de l'Empire. Il se fit élire sénateur de la Haute-Loire, le 30 janvier 1876, comme républicain conservateur. Inscrit à la gauche modérée, La Fayette vota contre la dissolution de la Chambre des députés, combattit, au Sénat comme dans son département, la politique du gouvernement du Seize Mai, appuya celle du cabinet Dufaure, et fut réélu sénateur au renouvellement triennal du 5 janvier 1879.
Il était conseiller général de la Haute-Loire pour le canton de Paulhaguet.
Il est inhumé au cimetière du Père-Lachaise (10e division).

## Sources
- « Edmond du Motier de La Fayette », dans Adolphe Robert et Gaston Cougny, Dictionnaire des parlementaires français, Edgar Bourloton, 1889-1891 [détail de l’édition]